# Brand New / Safety in Numbers
Brand New / Safety in Numbers es un split EP de la banda de rock alternativo Brand New junto a la banda Safety in Numbers. El álbum fue lanzado por Triple Crown Records en 2002.
El split consta de cuatro canciones. Brand New incluyó en él una cara b titulada "Moshi Moshi" y una versión de la canción "Am I Wrong", de Love Spit Love, una banda que alcanzó una relativa popularidad en la escena indie de mediados de los años 1990. Por su parte, Safety In Numbers, banda formada por el líder de Hot Rod Circuit, Andy Jackson, incluyó las canciones "No Use" y una versión de Journey, "Faithfully". El álbum estuvo disponible mediante tiendas especializadas de internet y se vendió como anticipo del segundo álbum de estudio de Brand New, Deja Entendu. El split, en un principio, iba a ser compartido con Reggie and the Full Effect, pero el grupo no pudo finalmente participar, lo que permitió a Safety in Numbers ocupar ese lugar.

## Listado de canciones
| N.º | Título                                   | Escritor(es)      | Duración |  |
| 1.  | «Moshi Moshi»                            | Brand New         | 2:27     |  |
| 2.  | «Am I Wrong» (Versión de Love Spit Love) | Brand New         | 3:40     |  |
| 3.  | «No Use»                                 | Safety in Numbers | 3:18     |  |
| 4.  | «Faithfully» (Versión de Journey)        | Safety in Numbers | 3:42     |  |

## Créditos
Brand New
- Jesse Lacey – cantante, guitarra rítmica, coros.
- Vinnie Accardi – guitarra principal.
- Garrett Tierney – bajo
- Brian Lane – batería, percusión.
- Natalie Iozzio - flauta (en Am I Wrong)

Safety in Numbers
- Andy Jackson – cantante, guitarra principal.
- Chris Flaherty – guitarra rítmica, coros.
- Jake Turner – guitarra rítmica.
- Brona Jackson – coros, bajo.
- Jeff Turner – batería

- Datos: Q4956506